# Pelophylax kl. grafi
Espèce
Statut de conservation UICN

 NT  : Quasi menacé
Synonymes
- Rana kl. grafi Crochet, Dubois, Ohler & Tunner, 1995
- Rana grafi Crochet, Dubois, Ohler & Tunner, 1995
- Pelophylax grafi (Crochet, Dubois, Ohler & Tunner, 1995)

La grenouille de Graf, Pelophylax kl. grafi, est un amphibien qui résulte de l'hybridation entre les espèces suivantes : la grenouille de Pérez, Pelophylax perezi, et la grenouille rieuse, Pelophylax ridibundus.
En Espagne, cette grenouille est appelée rana híbrida de Graf.

## Répartition

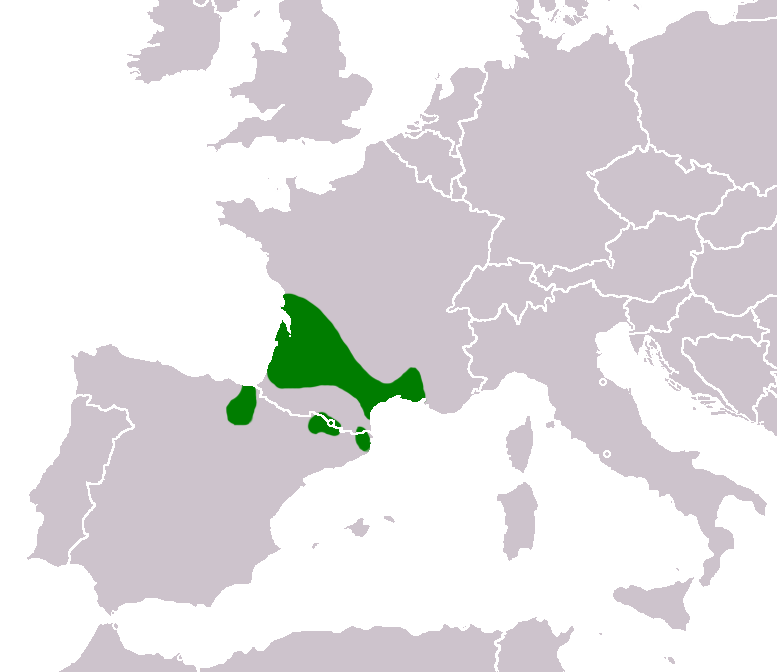
Répartition géographique de la grenouille de Graf.

Cet hybride se rencontre dans le sud de la France et dans le nord-est de l'Espagne.

## Étymologie
Ce hybride est nommé en l'honneur de Jean-Daniel Graf.

## Publication originale
- Crochet, Dubois, Ohler & Tunner, 1995 : Rana (Pelophylax) ridibunda Pallas, 1771, Rana  (Pelophylax) perezi Seoane, 1885, and their associated klepton (Amphibia: Anura): morphological diagnosis and description of a new taxon. Bulletin du Muséum National d'Histoire Naturelle, Paris, Section A, Zoologie, Biologie et Écologie Animales, vol. 17, p. 11-30.